# 1949-A-No. 1
1949-A-No. 1 (PH 89) ist ein Bild des US-amerikanischen Malers Clyfford Still. Das Bild, das zu den Meisterwerken des Abstrakten Expressionismus zählt, wurde am 9. November 2011 für 61.682.500 Dollar bei Sotheby’s versteigert.
Clyfford Still gab seinen Bildern keine Namen, in Ausstellungen laufen sie in der Regel unter Untitled. Ab 1938 begann er die Bilder zu nummerieren: er bezeichnete sie mit dem Jahr, in dem sie entstanden sind, frühe Bilder erhielten zusätzlich einen Buchstaben. Der Zusatz PH NN bezeichnet eine laufende Nummer in einer Liste, die Patricia Still angelegt hat, und in der die Fotografien seiner Werke eingetragen sind. Diese Nummerierung dient heute der Wissenschaft als Grundlage einer genauen Identifizierung der einzelnen Bilder.

## Geschichte
In seinem Testament vom 2. Mai 1978 vermachte Still seinen gesamten künstlerischen Nachlass, bestehend aus 825 Bildern auf Leinwand, 1.575 Arbeiten auf Papier und 3 Skulpturen
derjenigen US-amerikanischen Stadt, die ein Museum ausschließlich für seine Werke bauen würde. Als Testamentsvollstrecker waren seine Frau Patricia Still und seine beiden Töchter eingesetzt. Verhandlungen mit amerikanischen Museen nach Stills Tod gestalteten sich zäh und wurden von Patricia Still nur zögernd vorangetrieben. Nach ihrem Tod wurden die meist großformatigen Bilder zusammengerollt in einem alten Lagerhaus in Denver aufbewahrt. Schließlich stellte Stills Neffe Curt Freed Kontakt zum Oberbürgermeister der Stadt Denver, John Hickenlooper, her. County und Stadt Denver nahmen die Schenkung an und ließen ein Museum bauen, das am 8. November 2011 eröffnet wurde.
Bei der Auktion am 9. November 2011, die vom Stadtrat der Stadt Denver einstimmig beschlossen wurde, obwohl nach dem Wortlaut des Testaments keine Bilder aus der Schenkung verkauft werden durften
wurden vier Bilder zur Deckung der Kosten versteigert. Die Auktion bei Sotheby’s brachte der Stadt eine Summe von 114,1 Millionen Dollar ein.
Versteigert wurden an diesem Tag außer PH 89 (1949-A.No.1) (1949) die Bilder PH-351 (1940), PH-584 (1947) und PH-1033 (1976).
Am Tag der Sotheby’s Contemporary Art Auction, als Sotheby’s einen Gesamtumsatz von 315,8 Millionen Dollar machte, kam es vor dem Auktionsgebäude zu lautstarken Protesten von Bankenkritikern, die seit Wochen im Bankenviertel von Manhattan demonstrierten sowie von gewerkschaftlich organisierten Angehörigen von Auktionshäusern, die sich in den vorangegangenen Lohnverhandlungen übergangen fühlten.

## Beschreibung
Die Farben Maronenbraun und Schwarz dominieren das hochformatige und großdimensionierte Bild, dazu kommen im linken unteren Bilddrittel ein helles Grau, Cremeweiß, wenige weiße Farbtupfen verstreut über die Leinwand und ein die Bildwirkung bestimmender langer, unregelmäßiger und schmaler weißer Farbstreifen, der senkrecht verläuft und das Bild im rechten Drittel wie ein Spalt oder eine Kluft aufzubrechen scheint.
Die reinen Farben sind, wie bei vielen seiner Bilder, mit dem Malmesser pastos aufgetragen, was der Bildoberfläche eine rauen, fast dreidimensionalen Effekt verleiht.
Das Bild ist auf der Vorderseite signiert mit Clyfford 4 und trägt auf der Rückseite den Titel 1949-A.

## Clyfford Still auf dem Kunstmarkt
Werke des Abstrakten Expressionismus erzielen heute auf Auktionen Spitzenpreise, da es sich hier um ein abgegrenztes, überschaubares Marktsegment handelt, Werke eher selten angeboten werden und die Preise seit Mitte des 20. Jahrhunderts steil angestiegen sind.
Bilder von Clyfford Still, der zu seinen Lebzeiten nur wenige Bilder verkaufte, erscheinen relativ selten auf dem Kunstmarkt, zumal sich rund 94 % seines Œeuvre in seinem Haus, bzw. nach seinem Tod in einem Lager befanden und heute Bestand des Clyfford-Still Museums in Denver sind.
Es gibt nur wenige Privatsammler und Museen in den USA und in Europa, die überhaupt Bilder von Clyfford Still besitzen, darunter vor allem das San Francisco Museum of Art, das 1975 eine Stiftung von 21 Bildern erhielt, das New Yorker Museum of Modern Art, das in einem eigenen Raum 10 Bilder zeigt, die es seit 1986 als Schenkung besitzt und die Buffalo AKG Art Museum in Buffalo, die mit 33 Werken, die zwischen 1937 und 1963 entstanden sind, die bisher umfangreichste Clyfford-Still-Sammlung in USA beherbergte.